# Wally Fawkes
Wally Fawkes (* 21. Juni 1924 in Vancouver; † 1. März 2023) war ein aus Kanada stammender, ab 1931 in Großbritannien lebender Jazz-Klarinettist sowie hauptberuflicher Zeichner, Karikaturist und Illustrator.
Wally Fawkes verließ als 7-Jähriger 1931 mit seiner Familie Kanada, kam nach England, wo er seitdem im Raum London lebte und die britische Staatsbürgerschaft annahm. Er war Ende der 1940er Jahre Gründungsmitglied der Revivalband von Humphrey Lyttelton und blieb bis 1956 in dieser Formation, die sich in dieser Epoche vom „Revivalism“ zum Mainstream Jazz weiterentwickelt hatte. Periodisch arbeitete er seitdem weiterhin mit Lyttelton sowie mit Bruce Turner, Keith Ingham und Stan Greig, blieb dabei aber Amateurmusiker. Anfang der 1970er Jahre spielte er mit George Melly und John Chilton in der Feetwarmers Band.
Bekannter wurde er fortan als Cartoonist unter dem Künstlernamen Trog; er schuf den Cartoon Flook, der in den 1960er Jahren populär war. Bei den Texten für den Cartoon arbeitete er viele Jahre u. a. mit George Melly, Barry Norman, Humphrey Lyttelton und Barry Took. Der Comic Strip Flook erschien von 1949 bis 1984 in der Zeitung Daily Mail. Zentrale Charaktere des Comics waren ein kleiner Junge namens Rufus und sein tierischer Freund „Flook“. Eine Augenerkrankung zwang ihn 2005, seine Tätigkeit als Cartoonist aufzugeben, und er konzentrierte sich wieder mehr auf das Klarinettenspiel.

## Karriere als Jazzmusiker
Während der Kriegsjahre begann Fawkes in Jazzbands zu spielen. Er scherzte einmal, dass aufgrund der Zeit, die in unterirdischen Luftschutzbunkern verbracht wurde, Menschen, die in London lebten, zu Troglodyten wurden, und er nahm diesen Namen für eine seiner frühen Jazzbands Wally Fawkes und die Troglodyten an. Nachdem die Gruppe aufgelöst worden war, nahm Fawkes ‚Trog‘ als sein Pseudonym an. Im Jahr 1947 nahm Fawkes einen wöchentlichen Kurs an der Camberwell School of Art in London, wo u. a. auch Mitstudenten wie Humphrey Lyttelton und Francis Wilford-Smith daran teilnahmen. Fawkes war seit 1944 Mitglied von George Webbs Dixielanders, einer semiprofessionellen Jazzband, wobei Lyttelton an der Trompete spielte. Als Lyttelton im Januar 1948 die Dixielanders verließ, um seine eigene Jazzband zu gründen, ging Fawkes mit ihm und blieb bei der Band bis 1956, als es sich von „Erweckungsbewegung“ zu „Mainstream“ entwickelt hatte. Dass seine eigenen Bands fortan als „Mainstream“ bezeichnet wurden, störte ihn kaum. Seitdem hat er sich immer wieder mit Lyttelton zusammengetan und ist, obwohl er auf seinem Instrument sehr talentiert ist, (im besten Sinne des Wortes) ein „Amateur“. Seine Bewunderung für das Spielen mit Sidney Bechet (mit dem er 1949 als Teil von Lytteltons Band aufgenommen wurde) hat er nie verloren. Er spielte mit George Melly und John Chilton in der Feetwarmers Band in den frühen 1970ern.